# Liste der Monuments historiques in Saint-Laurent-du-Bois
Die Liste der Monuments historiques in Saint-Laurent-du-Bois führt die Monuments historiques in der französischen Gemeinde Saint-Laurent-du-Bois auf.

## Liste der Objekte
| Bezeichnung | Beschreibung          | Standort                        | Kennzeichnung | Schutzstatus | Datum | Bild |
| ----------- | --------------------- | ------------------------------- | ------------- | ------------ | ----- | ---- |
| Glocke      | Bronze, 1551 gegossen | in der Kirche St-Laurent (Lage) | PM33000715    | Classé       | 1942  |      |